# Championnat du monde junior de hockey sur glace 1994
Navigation
Édition précédente Édition suivante
Le championnat du monde junior de hockey sur glace a eu lieu à Ostrava et Frydek-Mistek en République tchèque du 26 décembre 1993 au 4 janvier 1994.
Il s'est déroulé en formule round-robin, les trois premières équipes du classement remportant respectivement les médailles d'or, d'argent et de bronze.
L'équipe de Suisse, dernière du classement, est reléguée dans la poule B pour le championnat du monde junior de hockey sur glace 1995.

## Résultats
| 26 décembre 1993 | Canada | 5-1 | Suisse |  |

| 26 décembre 1993 | Suède | 4-1 | Allemagne |  |

| 26 décembre 1993 | Russie | 5-1 | Tchéquie |  |

| 26 décembre 1993 | Finlande | 5-2 | États-Unis |  |

| 27 décembre 1993 | Canada | 5-2 | Allemagne |  |

| 27 décembre 1993 | Suède | 3-0 | Russie |  |

| 27 décembre 1993 | Finlande | 7-3 | Tchéquie |  |

| 27 décembre 1993 | Suisse | 1-1 | États-Unis |  |

| 29 décembre 1993 | Canada | 3-3 | Russie |  |

| 29 décembre 1993 | Tchéquie | 6-0 | Suisse |  |

| 29 décembre 1993 | Suède | 6-2 | Finlande |  |

| 29 décembre 1993 | États-Unis | 7-2 | Allemagne |  |

| 30 décembre 1993 | Canada | 6-3 | Finlande |  |

| 30 décembre 1993 | Tchéquie | 6-2 | Allemagne |  |

| 30 décembre 1993 | Suède | 6-2 | Suisse |  |

| 30 décembre 1993 | Russie | 4-3 | États-Unis |  |

| 1er janvier 1994 | Canada | 8-3 | États-Unis |  |

| 1er janvier 1994 | Finlande | 4-2 | Suisse |  |

| 1er janvier 1994 | Suède | 6-4 | Tchéquie |  |

| 1er janvier 1994 | Russie | 1-0 | Allemagne |  |

| 2 janvier 1994 | Canada | 6-4 | Tchéquie |  |

| 2 janvier 1994 | Finlande | 2-0 | Allemagne |  |

| 2 janvier 1994 | Russie | 5-3 | Suisse |  |

| 2 janvier 1994 | Suède | 6-1 | États-Unis |  |

| 4 janvier 1994 | Canada | 6-4 | Suède |  |

| 4 janvier 1994 | Allemagne | 3-1 | Suisse |  |

| 4 janvier 1994 | Russie | 5-4 | Finlande |  |

| 4 janvier 1994 | Tchéquie | 7-3 | États-Unis |  |

## Classement final
|   | PAYS       | PJ | V | D | N | BP | BC | PTS |
| - | ---------- | -- | - | - | - | -- | -- | --- |
|   | Canada     | 7  | 6 | 0 | 1 | 39 | 20 | 13  |
|   | Suède      | 7  | 6 | 1 | 0 | 35 | 16 | 12  |
|   | Russie     | 7  | 5 | 1 | 1 | 23 | 17 | 11  |
| 4 | Finlande   | 7  | 4 | 3 | 0 | 27 | 24 | 8   |
| 5 | Tchéquie   | 7  | 3 | 4 | 0 | 31 | 29 | 6   |
| 6 | États-Unis | 7  | 1 | 5 | 1 | 20 | 33 | 3   |
| 7 | Allemagne  | 7  | 1 | 6 | 0 | 10 | 26 | 2   |
| 8 | Suisse     | 7  | 0 | 6 | 1 | 10 | 30 | 1   |

## Meilleurs pointeurs
| Nom              | PJ | B | A | PTS |
| ---------------- | -- | - | - | --- |
| Niklas Sundström | 7  | 4 | 7 | 11  |
| Martin Gendron   | 7  | 6 | 4 | 10  |
| Yanick Dubé      | 7  | 5 | 5 | 10  |
| Rick Girard      | 7  | 6 | 3 | 9   |
| Mats Lingren     | 7  | 5 | 4 | 9   |

## Équipe d'étoiles
- Gardien de but :  Ievgueni Riabchikov
- Défenseur :  Kenny Jonsson,  Kimmo Timonen
- Attaquant :  Niklas Sundström,  Valeri Boure,  David Výborný

### Source
(en) Andrew Podnieks, Red, White, and Gold : Canada at the World Junior Championships 1974–1999, Toronto, ECW Press, 1998, 416 p. (ISBN 978-1-55022-382-8, OCLC 40534525, LCCN 00274392)